# Joseph Patrick Kennedy III
Joseph Patrick "Joe" Kennedy III (Boston, 4 de outubro de 1980) é um político e advogado americano. É membro da câmara dos Representantes, eleito pelo Estado de Massachusetts.

## Biografia
Nascido em Boston,é um membro da família Kennedy: na verdade,é o filho do ex-senador Joseph Patrick Kennedy II e tem um irmão gémeo,Mateus Rauch Kennedy. É neto do Robert F. Kennedy, ex-Procurador-Geral, e sobrinho-neto do ex-Presidente, John F. Kennedy.
Joe estudou engenharia de gestão na Universidade de Stanford e, posteriormente, serviu na República Dominicana com o corpo de Paz, trabalhando em projetos relacionados ao ecoturismo. Estudou na Escola de Direito de Harvard, onde era estudante de Elizabeth Warren. Neste período conheceu Lauren Anne Birchfield, com quem se casou alguns anos mais tarde.
De 2009 a 2011, trabalhou como advogado, até que decidiu entrar na política, como muitos outros membros de sua família e concorreu para a Câmara dos Representantes. Em novembro de 2012, venceu as eleições com uma grande vantagem então tornou-se membros da Câmara dos Representantes. Foi empossado a 3 de janeiro de 2013.
Joe Kennedy é de ideologia democrática e não liberal,ao contrário do historico político da sua família.

## Árvore genealógica
| Joseph P. Kennedy III | Pai: Joseph P. Kennedy II  | Avô paterno: Robert F. Kennedy         | Bisavô paterno: Joseph P. Kennedy                     | Trisavô paterno: Patrick J. Kennedy              |
| Joseph P. Kennedy III | Pai: Joseph P. Kennedy II  | Avô paterno: Robert F. Kennedy         | Bisavô paterno: Joseph P. Kennedy                     | Grande-grande-avó paterna: Maria Augusta Hickey  |
| Joseph P. Kennedy III | Pai: Joseph P. Kennedy II  | Avô paterno: Robert F. Kennedy         | Bisavó paterna: Rose Elizabeth Fitzgerald             | Trisavô paterno: John Francis Fitzgerald         |
| Joseph P. Kennedy III | Pai: Joseph P. Kennedy II  | Avô paterno: Robert F. Kennedy         | Bisavó paterna: Rose Elizabeth Fitzgerald             | Grande-grande-avó paterna: Maria Josefina Hannon |
| Joseph P. Kennedy III | Pai: Joseph P. Kennedy II  | Avó paterna: Ethel Skakel              | Bisavô paterno: George Skakel                         | Trisavô paterno: James Curtis Skakel             |
| Joseph P. Kennedy III | Pai: Joseph P. Kennedy II  | Avó paterna: Ethel Skakel              | Bisavô paterno: George Skakel                         | Grande-grande-avó paterna: Graça Maria Jordão    |
| Joseph P. Kennedy III | Pai: Joseph P. Kennedy II  | Avó paterna: Ethel Skakel              | Bisavó paterna: Ann Brannack                          | Trisavô paterno: Joe Brannack                    |
| Joseph P. Kennedy III | Pai: Joseph P. Kennedy II  | Avó paterna: Ethel Skakel              | Bisavó paterna: Ann Brannack                          | Grande-grande-avó paterna: Margaret Byrnes       |
| Joseph P. Kennedy III | Mãe: Sheila Brewster Rauch | Avô materno: Rudolph Stewart Rauch     | Seu avô materno era grande: ?                         | Trisavô materno: ?                               |
| Joseph P. Kennedy III | Mãe: Sheila Brewster Rauch | Avô materno: Rudolph Stewart Rauch     | Seu avô materno era grande: ?                         | Grande-grande-avó materna: ?                     |
| Joseph P. Kennedy III | Mãe: Sheila Brewster Rauch | Avô materno: Rudolph Stewart Rauch     | Bisavó materna: ?                                     | Trisavô materno: ?                               |
| Joseph P. Kennedy III | Mãe: Sheila Brewster Rauch | Avô materno: Rudolph Stewart Rauch     | Bisavó materna: ?                                     | Grande-grande-avó materna: ?                     |
| Joseph P. Kennedy III | Mãe: Sheila Brewster Rauch | Avó materna: Francisca Stuart Brewster | Seu avô materno era grande: George Stepenson Brewster | Trisavô materno: Benjamin Brewster               |
| Joseph P. Kennedy III | Mãe: Sheila Brewster Rauch | Avó materna: Francisca Stuart Brewster | Seu avô materno era grande: George Stepenson Brewster | Grande-grande-avó materna: Elmina Hearsey Dows   |
| Joseph P. Kennedy III | Mãe: Sheila Brewster Rauch | Avó materna: Francisca Stuart Brewster | Bisavó materna: Eleanor Conceder Bosher               | Trisavô materno: Robert Semple Bosher            |
| Joseph P. Kennedy III | Mãe: Sheila Brewster Rauch | Avó materna: Francisca Stuart Brewster | Bisavó materna: Eleanor Conceder Bosher               | Grande-grande-avó materna: Martha Ellen          |